# 阿克陶土庫曼人
阿克陶土庫曼人，是新疆柯爾克孜族的一個分支，生活在新疆克孜勒苏柯尔克孜自治州阿克陶縣的兩條村，他們說維吾爾語阿克陶方言，人口約4900人。

## 歷史
阿克陶土庫曼人宣稱他們來自撒馬爾罕，17世紀時定居新疆。
他們在清代曾多次反抗滿清政府，1990年，近1,000名阿克陶土庫曼人反抗中國政府，其中大部分因分離主義指控而被拘留。它是由東突厥斯坦伊斯蘭黨組織的，這是一個計劃使新疆獨立的維吾爾恐怖組織。
他們雖說維吾爾語，但被中國政府認定為柯爾克孜族，他們主要職業是牧羊人。